# Viburnum schensianum
Viburnum schensianum är en desmeknoppsväxtart som beskrevs av Carl Maximowicz. Viburnum schensianum ingår i släktet olvonsläktet, och familjen desmeknoppsväxter. Inga underarter finns listade i Catalogue of Life.

## Bildgalleri

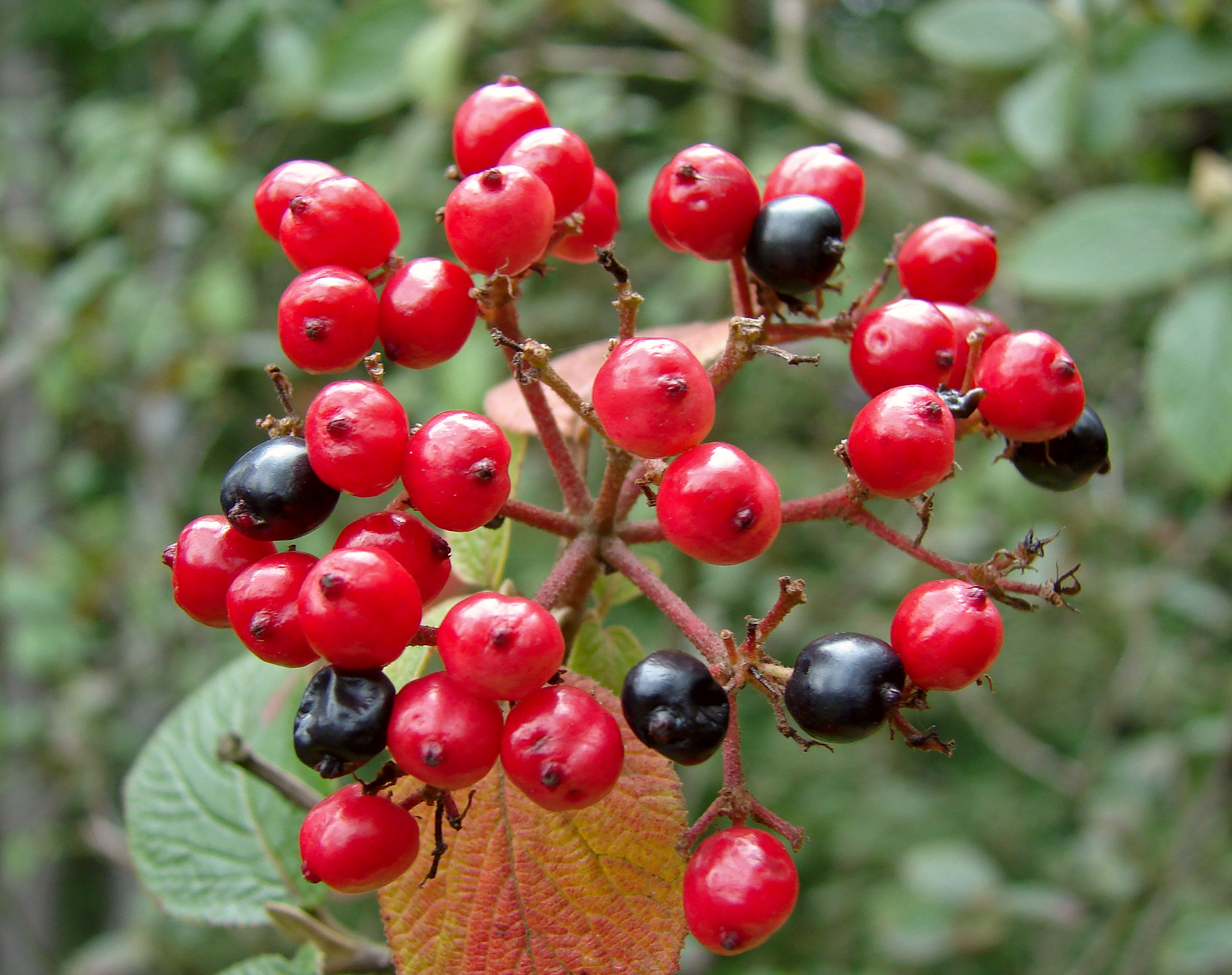